# 슬로보단 밀로셰비치
슬로보단 밀로셰비치(세르비아어: Слободан Милошевић / Slobodan Milošević, [sloˈbodan miˈloʃevitɕ] 듣기 (도움말·정보)), 문화어: 슬로보단 밀로쉐위츠, 1941년 8월 20일 유고슬라비아 왕국 포자레바츠 ~ 2006년 3월 11일 네덜란드 헤이그)는 유고슬라비아의 정치인이다.
1989년 유고슬라비아 사회주의 연방공화국에 속한 세르비아 사회주의 공화국의 초대 대통령이 되었으며, 이후 유고슬라비아 붕괴 과정에서 일어난 내전에서 대(大)세르비아주의를 주창하며 타민족 학살을 주도하여 국제사회의 큰 지탄의 대상이 되었다.
1997년 구 유고슬라비아 연방의 후신인 유고슬라비아 연방 공화국의 대통령이 되었으나, 2000년 시민 혁명으로 실각하였고, 이후 국제 사법 재판소에 전쟁 범죄자로 수감되어 재판을 받던 중 감옥에서 사망하였다.

## 생애
세르비아 정교회 성직자로 일하던 아버지와 학교 교사 겸 공산주의자로 일하던 어머니 사이에서 태어났지만 제2차 세계 대전이 끝나면서 이혼하고 만다. 그의 아버지인 스베토자르(Svetozar)는 1962년 자신의 머리에 권총을 쏘면서 자살했으며 그의 어머니인 스타니슬라바(Stanislava)는 1974년 거실에서 목을 메면서 자살했다. 유고슬라비아 육군 장군으로 복무했던 그의 삼촌인 밀리사브(Milisav) 또한 권총으로 자살했다.
베오그라드 대학교에서 법학을 전공했으며 유고슬라비아 공산주의자 동맹에서 사상위원회 위원장을 역임했다. 대학교 재학 시절에 이반 스탐볼리치(Ivan Stambolić)를 만났는데 스탐볼리치는 밀로셰비치가 유고슬라비아 공산주의자 동맹에서 정치적 지위를 향상시키는 역할을 수행했다.
1966년 베오그라드 대학교를 졸업한 뒤부터 브란코 페시치(Branko Pešić) 베오그라드 시장의 경제 고문을 맡았고 1971년에는 미랴나 마르코비치(Mirjana Marković)와 결혼했으며 슬하에 2명의 자녀(마르코(Marko), 마리야(Marija))를 두었다. 그 밖에 베오그라드 정보국장(1966년 ~ 1969년), 베오반카(Beobanka) 은행 총재(1978년 ~ 1983년)를 역임했다.
1984년 4월 16일 베오그라드 공산주의자 동맹 당수로 선출되었으며 1986년 5월 28일에는 유고슬라비아 공산주의자 동맹 당수로 선출되었다. 1987년에는 코소보에서 소수를 차지하고 있던 세르비아계 주민들을 지지하는 한편 알바니아계 주민들에 대한 박해 정책을 지시하면서 정치적 입지를 강화했다. 1989년 5월 8일에는 세르비아 사회주의 공화국의 대통령으로 선출된 뒤부터 1974년 유고슬라비아 헌법에 대한 불만을 제기했고 세르비아 민족주의를 적극 주장했다.
1991년부터 1995년까지 일어난 유고슬라비아 전쟁의 크로아티아 독립 전쟁, 보스니아 전쟁에서 군사 개입에 나섰다. 이 과정에서 세르비아계 군인들이 크로아티아인 학살, 보스니아인 학살을 비롯한 각종 전쟁 범죄를 자행했다.
1997년 7월 23일에는 유고슬라비아 연방 공화국의 대통령으로 선출되었다. 밀로셰비치는 정보 기관, 치안 기관을 이용해서 자신의 정적들과 야당 세력의 동향을 감시했고 민주화 운동을 탄압했다. 1999년 북대서양 조약 기구(NATO)가 코소보 전쟁에서 유고슬라비아에 대한 공습을 벌인 뒤부터 유고슬라비아군은 코소보에서 철수했고 밀로셰비치는 유엔이 코소보를 관할하는 것을 승인했다.
2000년 9월 24일에 실시된 유고슬라비아 연방 대통령 선거 과정에서 밀로셰비치를 지지하던 세력들이 득표율 조작 등 각종 선거 부정 행위를 일으킨 것을 계기로 유고슬라비아 전역에서는 반정부 시위가 일어났다. 2000년 10월 7일 밀로셰비치는 불도저 혁명을 계기로 보이슬라브 코슈투니차에게 대통령 자리를 넘겨주고 사임했다.
2001년 4월 1일에는 유고슬라비아 당국으로부터 부패, 권력 남용, 횡령 혐의로 체포되었다. 조란 진지치 유고슬라비아 연방 총리는 네덜란드 헤이그에 위치한 구유고슬라비아 국제형사재판소에 밀로셰비치에 대한 신병 인도 절차를 수행했다. 밀로셰비치는 구유고슬라비아 국제형사재판소로부터 크로아티아 독립 전쟁, 보스니아 전쟁, 코소보 전쟁에서 인도에 반한 죄에 해당하는 전쟁 범죄를 자행한 혐의로 기소되었다.
밀로셰비치는 고혈압, 심장 질환 등의 증세를 이유로 구유고슬라비아 국제형사재판소에 질병 치료를 요청했지만 구유고슬라비아 국제형사재판소는 밀로셰비치의 요청을 기각했다. 밀로셰비치에 대한 재판 기간은 길어졌고 2006년 3월 11일에 심장 발작으로 사망했다.